# Forte de Arade

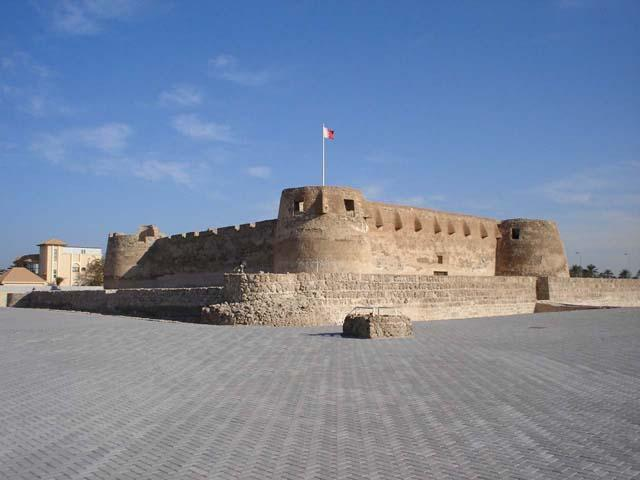
Forte de Arade, Barém

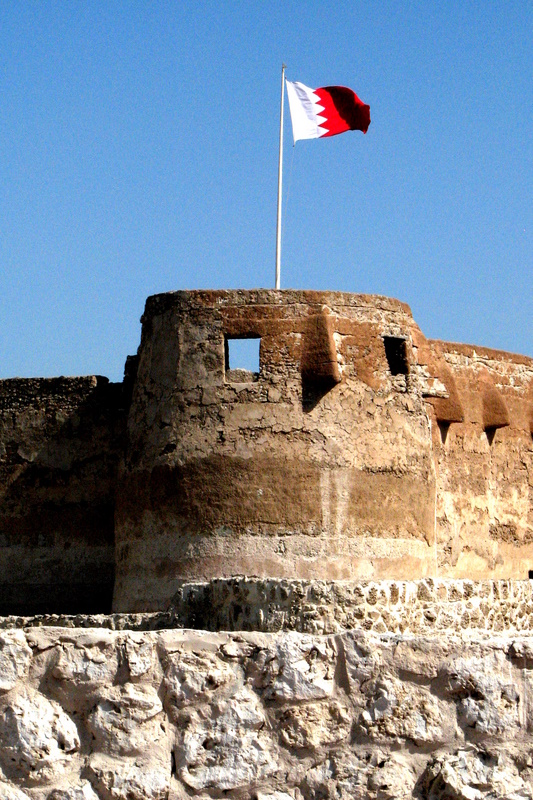
Forte de Arade: detalhe

O Forte de Arade (em árabe: قلعةعراد; romaniz.: Qal'at Arad) localiza-se em Arade, no Barém.

## História
Em posição estratégica sobre os canais entre a ilha de Barém e a ilha Muarraque, pouco se sabe a seu respeito. Acredita-se que a sua edificação remonta ao século XV, em estilo árabe, e que terá sido ocupado pelos omanis quando de sua breve presença no Barém em 1800. Atualmente encontra-se próximo ao Aeroporto Internacional do Barém. Restaurado na década de 1980 com materiais originais, nele destaca-se hoje, a iluminação noturna.